# Нусай (стадион)
Стадион «Нусай» (туркм. Nusaý), ранее известный как «Чандыбил-Ниса» (туркм. Çandybil-Nisa), — открытый стадион в Ашхабаде. На нём проводит домашние матчи футбольный клуб «Ашхабад», также играла команда «Аркадаг», выступающая в чемпионате Туркменистана. Стадион позволяет проводить матчи как на клубном уровне, так и на уровне сборных. Вместимость — 6 тысяч мест.

## Спортивные мероприятия
С 1992 года на стадионе проходят матчи чемпионата Туркменистана по футболу.
На стадионе состоялся финал Кубка Туркменистана 2022 года между ФК «Ахал» и ФК «Шагадам», а также матч за Суперкубок Туркменистана 2022 года между ФК «Алтын Асыр» и ФК «Шагадам».